# الحجز قبلي
قرية الحجز قبلي هي إحدى القرى التابعة لمركز إدفو في محافظة أسوان في جمهورية مصر العربية.